# Jamie Waylett
 (octobre 2017).
Si vous disposez d'ouvrages ou d'articles de référence ou si vous connaissez des sites web de qualité traitant du thème abordé ici, merci de compléter l'article en donnant les références utiles à sa vérifiabilité et en les liant à la section « Notes et références ».
Jamie Waylett, né le 21 juillet 1989 à Londres, est un acteur britannique.
Il est principalement connu pour son rôle de Vincent Crabbe dans la saga Harry Potter.
En 2012, il est condamné à 2 ans de prison pour participation aux émeutes de 2011 à Londres.

## Filmographie
| Année | Titre                                   | Rôle(s)        | Réalisateur(s) |
| ----- | --------------------------------------- | -------------- | -------------- |
| 2001  | Harry Potter à l'école des sorciers     | Vincent Crabbe | Chris Columbus |
| 2002  | Harry Potter et la Chambre des secrets  | Vincent Crabbe | Chris Columbus |
| 2004  | Harry Potter et le Prisonnier d'Azkaban | Vincent Crabbe | Alfonso Cuarón |
| 2005  | Harry Potter et la Coupe de feu         | Vincent Crabbe | Mike Newell    |
| 2007  | Harry Potter et l'Ordre du phénix       | Vincent Crabbe | David Yates    |
| 2009  | Harry Potter et le Prince de sang-mêlé  | Vincent Crabbe | David Yates    |

## Inculpations
Le 7 avril 2009, Waylett et un ami ont été arrêtés par la police britannique. Les policiers ont ensuite fouillé leur véhicule et ont trouvé un couteau et huit sacs de cannabis. Les images d'une caméra de surveillance ont conduit la police à la maison de la mère de Waylett, où d'autres plantations de cannabis ont été découvertes en train de pousser. Il a été inculpé pour possession de drogue. Il a comparu devant le tribunal et a plaidé coupable d'avoir cultivé ces plantes dans la maison de sa mère, mais a affirmé qu'elles étaient destinées à son usage personnel et non à sa distribution. Il avoue ensuite avoir consommé de la cocaïne. Le 21 juillet, il a été condamné à 120 heures de travaux d'intérêt général.
Le 14 octobre 2011, Waylett est arrêté pour sa participation aux émeutes de 2011 à Londres. La police métropolitaine l'a accusé de « troubles violents, possession d'un article dans l'intention de détruire ou d'endommager des biens et recel de biens volés ». Il a été accusé de possession d'un cocktail Molotov alors qu'il pillait une pharmacie à Londres. Il a également été accusé de culture de cannabis après que la police ait trouvé une quinzaine de plantes lors d'une perquisition à son domicile.
Le 20 mars 2012, il a été condamné à deux ans de prison pour participation aux émeutes.